# Эберхард II (граф Кибурга)

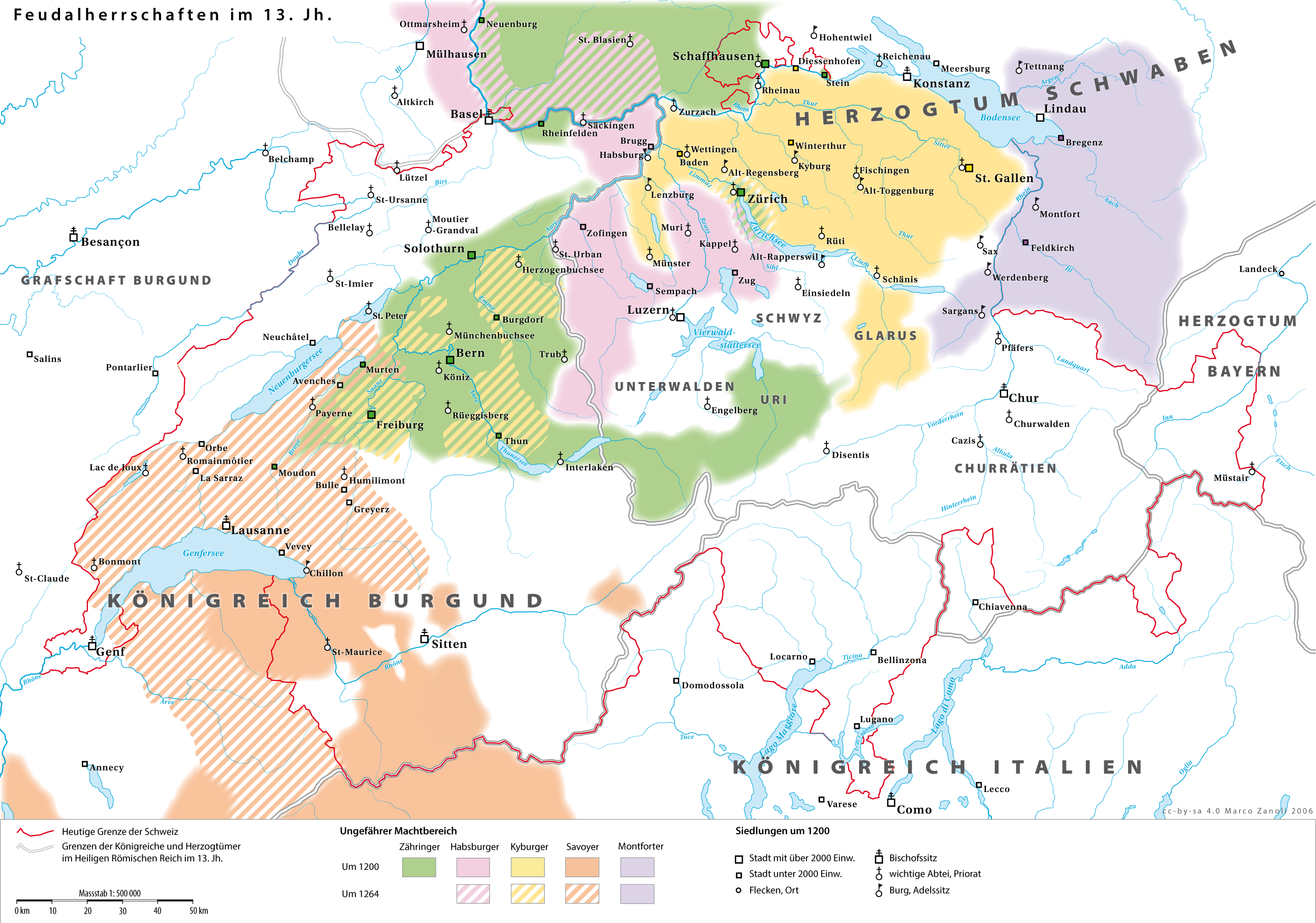
Владения графов Кибурга (жёлтым - графство Кибург, жёлто-зелёным цветом - ландграфство в Бургундии)

Эберхард II (Eberhard II von Kiburg) (1300-1357) - граф Кибурга и ландграф в Бургундии с 1322.
Младший из двух сыновей Гартмана I фон Кибурга и Елизаветы фон Фрайбург. Его родители поженились в 1298 году, и дату рождения Эберхарда II ориентировочно можно отнести к 1300 году.
С юных лет предназначался к духовной карьере. В 1316 году учился в школе права в Болонье, в том же году — пробст в Ансолдингене. С 1318 канонник в Страсбурге и Кёльне.
Хотя Эберхард добровольно согласился стать священником, он тяготился своим положением «ущемлённого в правах» и потребовал часть родительских земель.
В ответ на это Гартман II приказал схватить брата, и тот был заточён в замке Рошфор, принадлежавшем тестю графа Рудольфу Нёвшательскому.
При посредничестве герцога Леопольда I Австрийского было заключено мировое соглашение, невыгодное для Эберхарда: из всех владений ему пообещали замок Тун с условием уплаты 150 марок ежегодно. Он был освобождён, и обе стороны со своими друзьями собрались 31 октября 1322 года в том самом замке Тун (Thun) отметить примирение. Однако после винных возлияний началась ссора, переросшая в драку, в результате которой Гартман II выпал из окна и от полученных телесных повреждений умер.
Эберхарда обвинили в убийстве, и король Людвиг IV объявил владения рода Кибургов конфискованными. Однако Эберхард обратился за помощью к городу Берну, опасавшемуся, что конфискованные земли отдадут австрийским Габсбургам. При его поддержке братоубийца благополучно стал наследником графства Кибург и ландграфства в Бургундии. Людвиг IV, увязший в своих итальянских делах, не стал предпринимать никаких действий. А в 1328 году (хартией от 21 октября) он и вовсе предоставил Эберхарду II право чеканить монеты любого достоинства, что означало полное примирение. Другой враг графа, Леопольд Австрийский, к тому времени уже умер.
После этого Эберхард II начал проводить независимую от Берна политику и в 1331 году помирился с герцогами Австрии Оттоном и Альбрехтом II и заключил с ними союз.
В 1331-1333 гг. на стороне Фрибура участвовал в войне с Берном (Gümmenenkrieg), которая окончилась миром, заключённым при посредничестве венгерской королевы Агнессы Австрийской, по его условиям сохранялся статус кво.
Между 30 ноября 1325 и 16 января 1316 года Эберхард II женился на Анастасии фон Зигнау, дочери Ульриха фон Сигнау и Анастасии фон Бухегг, племяннице епископа Страсбурга Бертольда II фон Бухегга и архиепископа Майнца Маттиаса фон Бухегга. Дети:
- Эберхард III (1328-1395, граф Кибурга, канонник в Страсбурге и Базеле, пробст в Золотурне.
- Эгон I, канонник в Страсбурге и Констанце.
- Эберхард IV Младший (ум. до 12 июля 1372, канонник в Страсбурге.
- Гартман III (ум.29 марта 1377), граф Кибурга, ландграф в Бургундии. Его сын Рудольф II (ум. 1383) в 1375 г. унаследовал Нидау, а в 1382 г. развязал войну с Золотурном и Берном (Burgdorferkrieg), в результате которой Кибурги лишились большинства владений. По договору от 5 апреля 1384 года они продали Бургдорф и Тун Берну за 37800 гульденов. В том же году австрийские герцоги оставшуюся часть графства заложили Тоггенбургу. У Кибургов остались замок Лаупен и ландграфство в Бургундии.
- Иоганн (ум. 1391), канонник в Страсбурге и Базеле.
- Берхтольд (ум. 1418), ландграф в Бургундии. В 1383 г. защитник осаждённого Бургдорфа во время войны с Золотурном и Берном. В 1406 году вместе с племянником Эгоном II (ум. 1414) продал Берну ландграфство в Бургундии.
- Рудольф, рыцарь Тевтонского ордена.
- Конрад IV (ум. 1402), рыцарь Тевтонского ордена, фогт Натангена, канонник в Эльбинге.
- Сусанна, монахиня в Зэкингене.
- Елизавета, монахиня в Эшау.
- Маргарита, жена Эмиха VI, графа фон Лейнинген-Дагсбург.